# João de Crema
João de Crema (em italiano:  Giovanni da Crema; em latim: Johannes Cremensis; (m. antes de 27 de janeiro de 1137) foi um legado papal, cardeal da Igreja Católica e um dos maiores aliados do papa Calisto II.

## Legado
João foi o líder de uma importante missão papal ao rei Henrique I da Inglaterra entre 1124 e 1125, enviada por Calisto (que morreu em 1124) e confirmada por seu sucessor, Honório II. Na época, a Inglaterra estava fechada aos diplomatas papais. Dos nove enviados para a Inglaterra durante o reinado de Henrique, João foi o único que recebeu permissão para utilizar sua autoridade em terras inglesas.
Historiadores modernos especularam que esta permissão foi um quid pro quo depois de Calisto ter anulado o casamento Guilherme Clito (William), um adversário de Henrique na Normandia, com Sibila de Anjou. João, assim como Pedro Pierleone e Gregório de San Angelo, mantiveram a anulação. Fulque V de Anjou, pai de Sibila, não recebeu bem o ato e, no final de 1124, criou-se um impasse. Ele aprisionou os legados e os tratou com brutalidade, pelo que foi excomungado. Logo depois ele se submeteu, o que enfraqueceu a posição de Guilherme Clito.
João realizou um concílio legatino na Abadia de Westminster em 9 de setembro de 1125, no qual reivindicou precedência sobre Guilherme de Corbeil.
Uma das tarefas de João estava relacionada à aplicação do celibato do clero. Uma história da época, mencionada por Rogério de Hoveden e repetida na história de David Hume conta que ele teria sido surpreendido na cama com uma mulher (possivelmente espalhada pelo bispo de Durham).  
Historiadores modernos tratam o evento como um rumor criado por Henrique de Huntingdon.

## Cardeal
João foi feito cardeal por volta de 1117 e iniciou a reconstrução de sua igreja titular, San Crisogono, em Roma, em 1120. 